# Table des caractères Unicode/U10AC0
Cette page contient des caractères spéciaux ou non latins. S’ils s’affichent mal (▯, ?, etc.), consultez la page d’aide Unicode.
Table des caractères Unicode U+10AC0 à U+10AFF).

## Manichéen
Caractères utilisés pour l’Alphabet Manichéen (en).

### Table des caractères
| en fr   | 0 | 1 | 2 | 3 | 4 | 5 | 6 | 7 | 8 | 9 | A | B | C | D | E | F |
| U+10AC0 | 𐫀 | 𐫁 | 𐫂 | 𐫃 | 𐫄 | 𐫅 | 𐫆 | 𐫇 | 𐫈 | 𐫉 | 𐫊 | 𐫋 | 𐫌 | 𐫍 | 𐫎 | 𐫏 |
| U+10AD0 | 𐫐 | 𐫑 | 𐫒 | 𐫓 | 𐫔 | 𐫕 | 𐫖 | 𐫗 | 𐫘 | 𐫙 | 𐫚 | 𐫛 | 𐫜 | 𐫝 | 𐫞 | 𐫟 |
| ------- | - | - | - | - | - | - | - | - | - | - | - | - | - | - | - | - |
| U+10AE0 | 𐫠 | 𐫡 | 𐫢 | 𐫣 | 𐫤 | 𐫥  | 𐫦  |   |   |   |   | 𐫫 | 𐫬 | 𐫭 | 𐫮 | 𐫯 |
| U+10AF0 | 𐫰 | 𐫱 | 𐫲 | 𐫳 | 𐫴 | 𐫵 | 𐫶 |   |   |   |   |   |   |   |   |   |